# Беатриса (герцогиня Савойська)
Беатри́са (порт. Beatriz; 31 грудня 1504 — 8 січня 1538) — португальська інфанта, герцогиня Савойська (1521—1538). Представниця Авіської династії. Народилася в Лісабоні, Португалія. Донька португальського короля Мануела І та арагонської інфанти Марії. Дружина савойського герцога Карло III (з 1521). Матір савойського герцога Еммануїла Філіберта. Померла в Ніцці.

## Біографія
Беатриса народилась в останній день 1504 року в Лісабоні. Вона була третьою дитиною та другою донькою в родині короля Португалії Мануела І та його другої дружини Марії Арагонської. Дівчинка мала старшу сестру Ізабеллу та брата Жуана. В подальшому в сім'ї з'явились молодші дітиː Луїш, Фернандо, Афонсо, Марія, Енріке, Дуарте та Антоніу. За кілька місяців після народження останнього їхня матір померла. Беатрисі на той час було 12 років. Батько наступного року взяв іншу дружину — 19-річну Елеонору Австрійську і мав від неї ще двох діточок.
26 березня 1521 у Вільфранш-сюр-Мер був заключений шлюб за домовленостю між Беатрісою та савойським герцогом Карло III. Вінчання відбулося 8 квітня. Нареченій виповнилося 16 років, нареченому — 34. Беатриса взяла шлюб першою із своїх братів та сестер.
Герцогиня часто подорожувала між Женевою, Ніццою, Турином та Риволі.
3 квітня 1531 року вона отримала від свого кузена Карла V графство Асті, яке згодом наслідував її син Еммануїл Філіберт та інтегрував до Савойського герцогства.
Французькі війська періодично вторгалися в країну і до 1536 року захопили майже всі володіння Карло.
Померла Беатриса в Ніцці 8 січня 1538 у віці 33 років. Карло III більше не одружувався. Їхній син згодом відвоював назад всі родові землі.

## Родина
Чоловік — Карло III, герцог Савойський
Діти:
- Адріано Джан Амадео (1522—1523) — помер у ранньому віці;
- Людовіко (1523—1536) — помер у віці 13 років;
- Еммануїл Філіберт (1528—1580) — наступний герцог Савої у 1553—1580 роках, був одружений з Маргаритою Валуа, мав єдиного законного сина та кількох позашлюбних дітей;
- Катерина (1529—1536) — пішла з життя у віці 6 років;
- Марія (1530—1531) — померла у ранньому віці;
- Ізабелла (1532—1533) — померла у ранньому віці;
- Еммануїл (травень 1533) — помер після народження;
- Емануїл (травень 1534) — помер після народження;
- Джованні Марія (1537—1538) — помер немовлям;

## У культурі

### Образотворче мистецтво

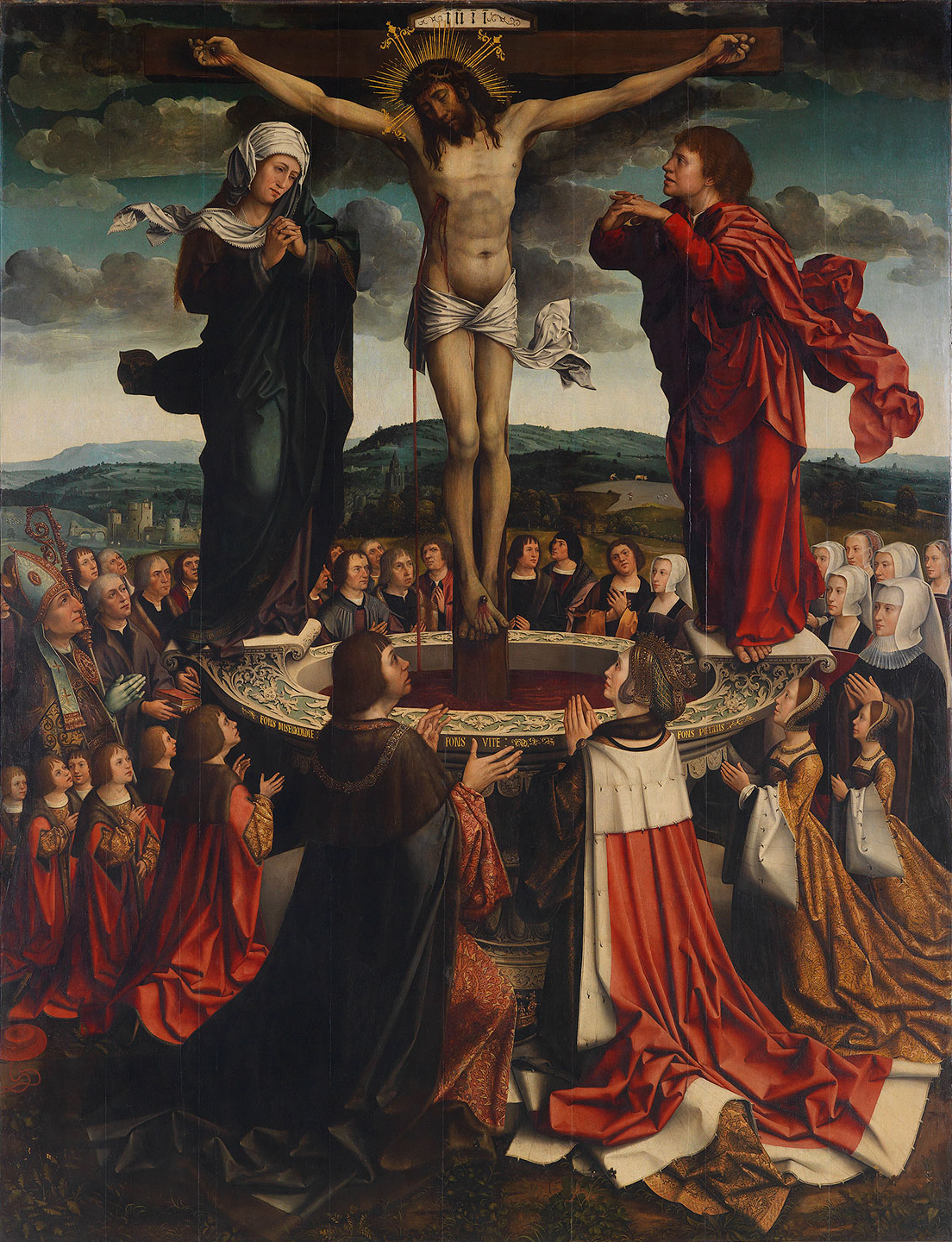
1517, К. де Котер
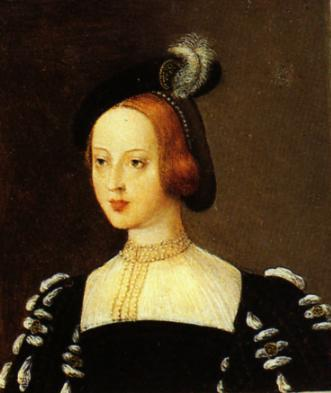
XVI ст.
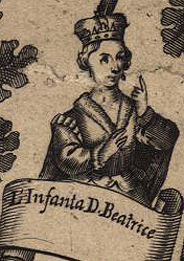
XVII ст.
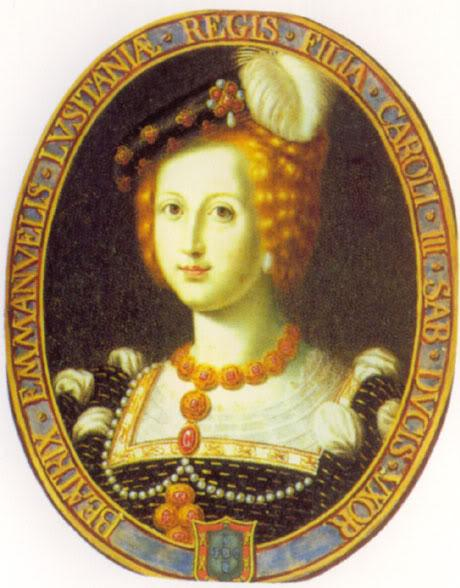
1766, Д. Лаві
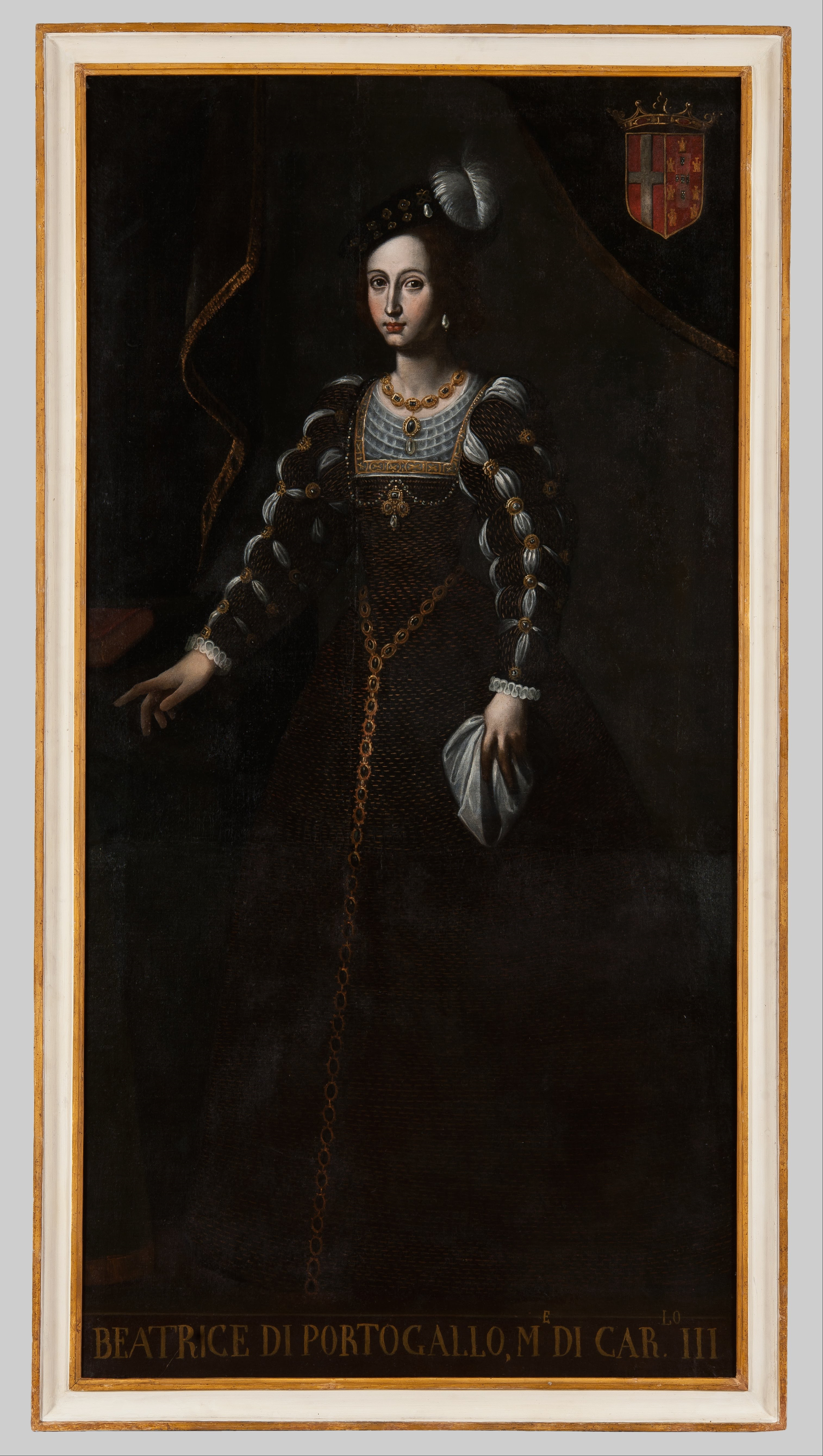
XVIII ст.